# KylieX2008
KylieX2008 foi a décima turnê da cantora australiana Kylie Minogue, feita para promover seu décimo álbum de estúdio X (2007). A turnê teve concertos na Europa, América do Sul, Ásia e Oceania. Ela começou em 6 de maio de 2008 em Paris, França, no Palais Omnisports de Paris-Bercy, e terminou em 22 de dezembro de 2008 em Melbourne, Austrália, na Rod Laver Arena. A turnê foi anunciada em 28 de novembro de 2007, com Minogue passando por lugares onde nunca havia se apresentado antes, como alguns lugares na Europa, América do Sul e Nova Zelândia.
O concerto foi dividido em oito segmentos, nomeadamente Xlectro Static, Cheer Squad, Beach Party, Xposed, Naughty Manga Girl, Starry Nights, Black Versus White e o bis. Descrita como um "show dentro de um show", esta foi a turnê mais cara da cantora, com a artista gastando 20 milhões de dólares para sua produção, com o palco sendo dominado por enormes telas de LED, além de um telão em seu piso. Todos os figurinos usados na turnê foram desenhados pela Maison Gaultier, do estilista francês Jean-Paul Gaultier. O repertório consistia nas canções de X, além dos maiores sucessos de Minogue, e algumas canções inéditas.
A turnê foi bem avaliada pelos críticos, que descreveram o concerto como "fenomenal" e "fantástico". Comercialmente a excursão também foi bem sucedida, com ingressos se esgotando em minutos em algumas localidades e gerando uma receita de US$70 milhões de dólares ao total. Um show na The O2 Arena, em Londres, Reino Unido, foi filmado para transmissão na televisão e lançamento comercial posterior. Logo depois, um álbum de vídeo do concerto foi lançado, trazendo uma galeria de fotos, projeções de telão, além de um documentário. O lançamento alcançou o oitavo lugar da parada de vídeos do Reino Unido e segundo lugar da Austrália.

## Antecedentes
| |  |  |
| A turnê iniciou em Paris, França no Palais Omnisports de Paris-Bercy (esquerda) e terminou em Sydney, Austrália na Rod Laver Arena (direita). |  |  |

Depois de recuperar-se de um câncer de mama e percorrer a Austrália e o Reino Unido com a turnê Showgirl: The Homecoming Tour entre o fim de 2006 e início de 2007, Minogue lançou seu décimo álbum de estúdio, intitulado X, em 21 de novembro de 2007. O álbum foi bem recebido por jornalistas da mídia especializada, que acreditaram que este era um retorno bem-vindo da cantora à cena pop. X também obteve sucesso comercialmente, alcançando o quarto lugar na parada de álbuns do Reino Unido, enquanto liderou no país natal da cantora, a Austrália. Com o intuito de divulgar o álbum, em 28 de novembro de 2007, Minogue anunciou a turnê intitulada KylieX2008, que passaria primeiramente pela Europa, iniciando por Paris em 6 de maio de 2008 e terminando em Londres em 27 de julho. Com a turnê, a artista visitaria países onde nunca havia se apresentado antes, como Grécia, Hungria, Romênia, Bulgária e Espanha.
A cantora disse: "Estou montando um show que será uma experiência nova e emocionante para o público e para mim. A mistura eclética de sons em X está me proporcionando uma oportunidade de explorar e desenvolver um novo show ao vivo que será moderno, emocionante e inovador. Após duas turnês comemorativas, X será um olhar para o futuro, mas definitivamente incluirá as favoritas junto com as novas. Mal posso esperar para compartilhar com você no próximo ano". Em agosto de 2008, shows na Austrália foram finalmente anunciados, bem como seus primeiros shows na Nova Zelândia. "A razão pela qual eu não confirmei as datas na Austrália é que eu realmente não sabia no que estava me metendo. Mas agora eu sei. Eu tenho um show que respira e muda e depende do humor e do ambiente das pessoas. Mal posso esperar para trazê-lo para casa", disse Minogue. Mais tarde, shows em lugares da América Latina, e Ásia também foram anunciados.

## Desenvolvimento
Minogue descreveu o concerto como um "show dentro do show". O diretor criativo William Baker comentou que a turnê seria semelhante à KylieFever2002, no sentido de que seria uma vitrine para o álbum X. "Tínhamos acabado de fazer uma turnê no ano passado e queríamos fazer algo muito diferente e algo que a definisse musicalmente nos próximos anos", disse ele. Minogue declarou ter se inspirado no falecido líder da banda Queen, Freddie Mercury, devido ao fato de adorar "atuar extravagantemente durante os concertos": "Estou revelando meu Freddie Mercury interior. Quando eu canto 'Your Disco Needs You', é realmente meu momento Freddie Mercury", declarou ela. À época, esta foi a turnê mais cara da cantora, com a artista gastando 20 milhões de dólares para sua produção, sendo quatro vezes mais do que foi gasto na Showgirl: The Greatest Hits Tour em 2005, que custou 5 milhões de dólares. Incluiu também, pela primeira vez, uma seção de metais e um total de 14 dançarinos, incluindo quatro acrobatas. Os figurinos usados na turnê, com oito sendo usados apenas pela cantora, foram desenhados pela Maison Gaultier, do estilista francês Jean-Paul Gaultier. Defendendo sua escolha em trabalhar com o estilista, a artista comentou que ele "é apenas lendário, um ícone! Ele também é muito charmoso. Ele veio ao show de estreia em Paris e me disse que realmente gostava do show e que assistiria a mais shows. É muito divertido trabalhar com ele".

### Palco e montagem
Para transportar o cenário, foram utilizados quinze caminhões fornecidos por Dave Chumley, da Primary Talent International, para transportar 40 toneladas de equipamentos em seu transporte internacional, e provou ser um desafio para a produção nos primeiros shows: "Mesmo com a menor distância entre locais, parece bastante difícil e estamos tendo que pré-montar no dia anterior ou muito cedo, como duas da manhã, no dia do show para que esteja tudo pronto para abrir os portões. O padrão é dois shows, noite de folga, dois shows, noite de folga, praticamente por toda a turnê. Lutamos durante essas primeiras datas, mas estamos chegando lá", explicou o gerente da turnê, Sean Fitzpatrick. O ensaio da produção aconteceu em um período de 22 dias na LiteStructures em Wakefield, Reino Unido. No início do planejamento, foi decidido que a turnê visitaria muitos territórios que Minogue nunca havia se apresentado antes, então o objetivo era criar um concerto que fosse bastante leve e se encaixasse confortavelmente em vários tamanhos de locais. Steve Hopgood, gerente de produção, disse que o design cresceu para algo muito maior do que o inicialmente previsto, e além do principal, também foi decidido criar um show alternativo para os locais menores.
O Grupo Total Solutions projetou e construiu o novo cenário a partir de imagens conceituais, bem como forneceu vários acessórios de palco e voo. Mervyn Thomas, gerente de projetos da empresa, disse que o principal trabalho era criar um palco de 15,5m x 14,6m de profundidade e um telão em LED com quatro graus de inclinação com degraus duplos para banda de 5m x 4,6m (1,8m de altura) à esquerda e à direita e dois conjuntos de degraus de acesso com 2,5m de largura. A inclinação significava que a parte de baixo do palco começava em 1,5m e a de cima em 2,45m. Neil Darracott, da Xolve, foi encarregado de projetar essa parte do projeto, que incluía a integração dos elevadores de palco. Dentro do palco, havia um elevador de 12m x 2,9m de profundidade, fornecido pela Stage One, e projetado em três partes separadas para trazer os acessórios para dentro e fora do palco. Isso também exigiu a criação de três corredores sob o palco para levar o equipamento de suporte para os elevadores até ele. Os elevadores também possuíam os mesmos LEDs que o resto do palco.

### Multimídia e vídeos

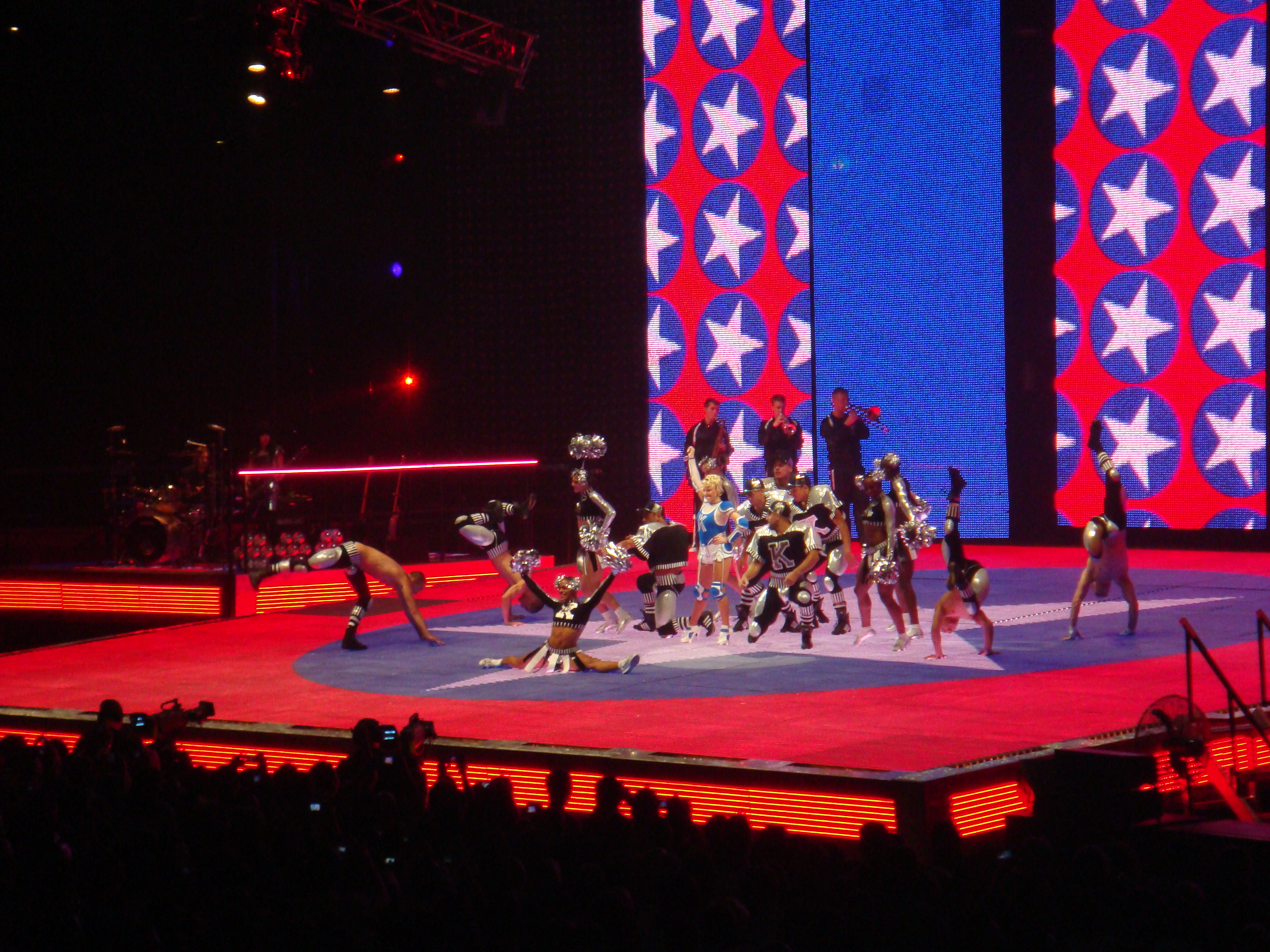
Minogue apresentando "Heart Beat Rock" com o piso do palco iluminado por painéis de LED

A XL Video UK forneceu o hardware de vídeo para a turnê via Blink TV, cuja equipe de produção foi contratada por Baker para produzir todo o conteúdo. Existiam 26 painéis de luz LED no chão do palco, cada um contendo 20 Barco MiStrips, compondo as etapas do proscênio e degraus para banda. Acima desses degraus haviam 6.000 bolas LED Barco MiSphere - 48 cordas de 64 bolas em cada lado do palco. Duas telas de projeção lateral eram dirigidas por Ruary MacPhie. O sistema de rastreamento de vídeo foi gerenciado por Ian Macdonald e uma equipe de quatro pessoas, todos trabalhando para a produtora The Rigging Partnership, envolvendo a automação no equipamento de iluminação, efeitos de voo, chicotes de artistas, guinchos e sistemas de controle. Vários efeitos cênicos — principalmente as entradas de palco de Minogue — foram realizados usando um sistema FastTrack, originário dos Estados Unidos. Outros seis Big Tows foram usados para mover as telas Stealth, cada uma pesando aproximadamente 480 kg por coluna, além de quatro guinchos para fazer a cantora voar.
O diretor da Blink TV, Marcus Viner, e o produtor Tom Colbourne colaboraram com William Baker para produzir visuais para 23 das 25 músicas do repertório, com uma filmagem de quatro dias dirigida por Viner com Minogue no Black Island Studios, no oeste de Londres, trabalhando com o diretor de produção John Mathieson. Blink também contratou três artistas de vídeo e casas de produção diferentes — UVA (United Visual Artists), The Mill e Hello Charlie — para ajudar na montagem das filmagens. Em Black Island, eles filmaram os elementos brutos da sequência de abertura e pediram ao The Mill que aplicasse efeitos especiais. Blink também usou os recursos de edição de Barrie Williams na Pixelfantastic e Reg Wrench na Preditors, delineando tudo neste último e conformando, editando e classificando com o primeiro. Na LiteStructures, trabalho com píxel na tela foi aplicado por Richard Turner, e a Blink também contratou Ben Ib para trabalho em segunda e terceira dimensão, incluindo a segunda seção, onde as telas e o chão ganharam vida. Eles tinham quatro suítes de edição completas que foram totalmente utilizadas durante todo o período de ensaio de produção, onde o concerto foi afinado e as imagens adaptadas adequadamente.

### Luz e som
O designer de iluminação Bryan Leitch foi convidado após William Baker ter visto um dos shows do cantor Justin Timberlake em que ele e o co-designer Nick Whitehouse haviam trabalhado na luz. Logo após, Leitch e Whitehouse se encontraram com Baker, que descreveu suas ideias para o show. Neg Earth foi o encarregado de fornecer equipamentos de iluminação e investiu em 120 Vari*Lites para o projeto. A iluminação também foi usada como um veículo de mudança de cenas, com treliças aparecendo em pontos estratégicos ou cegando o público. Foi incorporado um X no desenho no palco, com duas grandes treliças em forma de X no lado esquerdo e direito que reduzia a luz da banda, além de dois X menores, feitos sob encomenda. Toda a programação musical foi deixada para eles; portanto, com o Visual Light, eles programaram a iluminação para complementar e contrastar com a ação do vídeo.
Existiam também duas treliças em forma de L para iluminação de bandas e dançarinos. Logo acima disso, havia outra treliça de 5m carregada com quatro VL3500 Wash que ocultavam o final das treliças de rastreamento de vídeo. Estes também eram usados para iluminar a banda e dançarinos. A treliça frontal possui seis VL3000 Wash para iluminação do público e quatro VL3500 Wash para cobertura geral nos bastidores. Também aqui havia quatro máquinas de neve e sete canhões de confete, quatro cadeiras giratórias e duas versões suspensas. Muito acima do palco, acima das treliças MiSphere, haviam duas treliças adicionais em forma de L com escadas flexíveis em cada extremidade. Uma escada flexível central era composta por nove escadas, entre elas contendo 20 SGM Giotto 400 CMYs e 20 estrobos atômicos, todos em intervalos escalonados. A BPM SFX forneceu uma variedade de efeitos especiais incluindo fumaça baixa para cobrir todo o palco, efeito de vento, uma cortina de neve de 50 pés de largura de rolos de confete, pétalas de rosa e uma chuva de confetes dourados e serpentinas para o final.
Chris Pyne, engenheiro de áudio front of house (FOH) de muitos anos em turnês de Minogue e, para isso, ele foi pioneiro no uso do SD7, da DiGiCo, que possui 256 caminhos de processamento, 128 barramentos, uma matriz de 32 x 32 e 1.392 conexões de áudio. Quase metade da música do concerto vem de seus discos rígidos, incluindo loops, faixas de orquestra, teclados extras, efeitos sonoros, percussão e vocais de fundo. Steve Anderson, produtor musical de Minogue, passou vários meses regravando faixas especificamente para a turnê, e a banda tocava ao vivo sobre elas. A configuração do microfone inclui um Shure SM91 e Audix D6 no bumbo, um Sennheiser E905 e Shure Beta SM57 na caixa, Shure KSM 137s no chimbal e prato de pedal, Sennheiser E904s no timbre, KSM 32s no kit overhead, Audio-Technica 4050s nas guitarras e Sennheiser 908s nos metais, com DIs Avalon U5 para entradas de baixo e violão. Para todos os vocalistas, foram adquiridos especialmente Sennheiser SKM 5200s sem fio com cápsulas Neumann KK105, incluindo uma seleção de modelos dourados e cromados exclusivos para Minogue e um microfone headset padrão Sennheiser HSP 4 para duas músicas em que ela dançava e precisava de mais flexibilidade.

## Sinopse do concerto

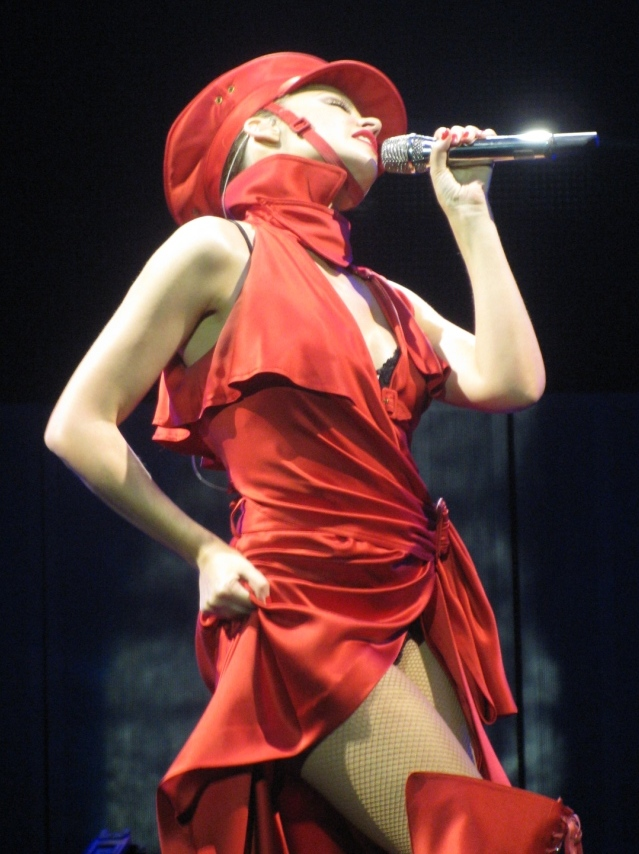
Minogue se apresentando durante o bloco Xposed

O concerto foi dividido em oito segmentos: Xlectro Static, Cheer Squad, Beach Party, Xposed, Naughty Manga Girl, Starry Nights, Black Versus White e o bis. O show iniciava-se com um vídeo futurista mostrando o rosto de Minogue em cores neon. O telão abria e apresentava Minogue num gigante arco de cordas azuis, vestida em um longo vestido roxo, inspirado na Mulher-Aranha. Na sequência, ela cantava "Speakerphone", "Can't Get You Out of My Head" com samples de "Boombox", uma canção inédita "Ruffle My Feathers" e subsequentemente "In Your Eyes". O segundo segmento começava com a cantora e seus dançarinos vestidos com trajes branco-azulados de futebol americano e cheerleaders, Minogue então cantava "Heart Beat Rock", "Wow" e terminava o bloco cantando "Shocked". O terceiro ato começava com um interlúdio mostrando marinheiros usando óleos corporais no telão, antecedendo a apresentação de "Loveboat", e continuando com um cover de Barry Manilow, "Copacabana", que apresentou uma cena de luta coreografada em um bar de um cruzeiro, cheio de marinheiros e showgirls, com Minogue e seus dançarinos também executando uma coreografia de salsa. O bloco se encerrava com uma performance de "Spinning Around".
Para o próximo segmento, Minogue usava um traje todo vermelho, composto por vestido, botas até o joelho e uma boina policial e fazia uma entrada cantando "Like a Drug" em cima de uma gigante caveira prateada suspensa que descia até o palco, seguindo para a canção "Slow", enquanto os dançarinos exibiam collants, ternos rasgados, pastéis de mamilo e aparelhos no estilo bondage, e fechando com "2 Hearts" enquanto apresentava sua banda. O quinto ato era aberto com um interlúdio de vídeo com a canção "Sometime Samurai", que apresentava Minogue vestida de gueixa enquanto pétalas caíam sobre ela, e quatro dançarinos no palco empunhando espadas de samurais. O interlúdio anterior dava seguimento ao próximo bloco, com forte influência japonesa, começando com Minogue surgindo no palco em uma pirâmide, que se desdobrava, para cantar "Come into My World" usando uma longa peruca loira, e "Nu-di-ty", com seus dançarinos masculinos vestindo apenas cuecas e aquecedores de pernas, enquanto mulheres japonesas apareciam nuas no telão. O ato terminava com uma performance de "Sensitized" que remetia à ginástica.
Para o sexto bloco, Minogue aparecia usando um vestido de festa azul para cantar "Flower", canção inédita para esta turnê, seguida de uma versão balada de "I Believe in You", com a cantora sozinha no palco. No próximo ato, Minogue voltava vestida como uma czar, com roupas inspiradas na Revolução Russa, enquanto o palco transformava-se em um castelo francês para a performance de "On a Night Like This", em que também havia uma sequência de dança de salão. Esta apresentação era seguida por aquelas de "Your Disco Needs You", "Kids", cantada juntamente com suas vocalistas de apoio, "Step Back in Time", que era aberta com um trecho a capella com suas vocalistas de apoio até se transformar em um remix electropop, e "In My Arms", enquanto imagens do videoclipe eram projetadas nos telões. No bis, Minogue voltava ao palco para cantar "No More Rain", "The One" e "Love at First Sight". O concerto terminava com "I Should Be So Lucky", enquanto eram jogados confetes dourados e balões.

## Análise da crítica

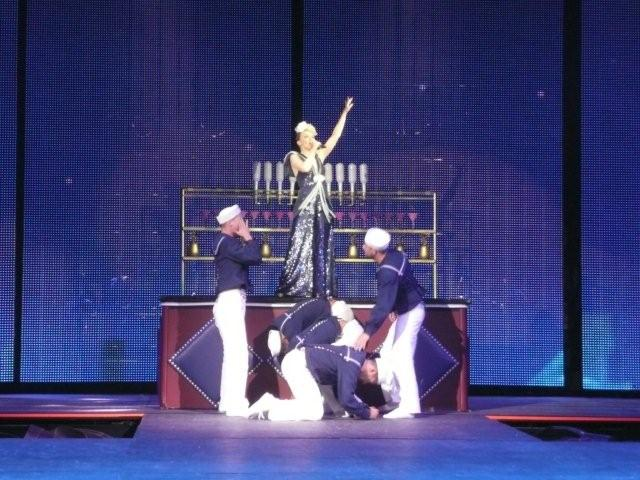
Minogue durante o bloco Beach Party da turnê; essa parte do concerto foi recebida com avaliações mistas por parte dos críticos

A KylieX2008 recebeu elogios da crítica especializada. De acordo com Fiona Shepherd do The Scotsman, a cantora "manteve sua reputação de rainha do pop teatral sob medida" ao decorrer das duas horas de concerto, e elogiou os blocos Cheer Squad e Beach Party. Escrevendo para o jornal Metro, Robert Heller disse que o show é "um espetáculo puro, surpreendente e de tirar o fôlego", dizendo que "Kylie sem esforço, instantaneamente derreteu 20.000 corações" e que ela "parecia deslumbrante durante todo o show". Robert Sandall do The Sunday Times elogiou a performance vocal de Minogue, dizendo: "Nos momentos em que ela realmente cantou - em vez de se juntar aos três cantores -, ela parecia mais impressionante do que nunca. Quando ela dispensou as artimanhas visuais [...] de repente ela parecia uma Kylie diferente e mais madura" do que no início de sua carreira. Caroline Sullivan para o The Guardian disse que o show era "uma mistura de música, moda e arte que é impressionante e bonita" e "um espetáculo fantástico do maior pônei do pop. Ela também disse que a energia da cantora durante o concerto era "cansativa de se ver. Ela nem sequer sua após cada segmento de dança, durante os quais chuta alto, faz piruetas e é passada de um dançarino de apoio musculoso para o seguinte".
Outra avaliação elogiosa veio do jornal finlandês Ilta-Sanomat, com o jornalista do veículo Pasi Kostiainen dizendo que Minogue "ofereceu a melhor festa do verão", e que ela se divertiu mais genuinamente do que Céline Dion ou Rihanna vistas na mesma arena, fechando a crítica dizendo que "junto com dançarinos, cenários ostensivos e uma platéia alegre com o verão, Kylie organizou um show hedonista para ser lembrado". Dimitar Bojanov do búlgaro Standart disse que "Kylie Minogue surgiu em Sofia como a deusa absoluta do show business profissional. A diva australiana apresentou uma performance fenomenal que constará na história como uma das grandes performances do início do século XXI". Isabel Albiston, jornalista do The Daily Telegraph, disse que o concerto redefiniu a palavra camp, e que "Kylie continua sendo uma artista atraente e o show foi pura diversão do começo ao fim". De acordo com Susan Greenwood do The London Paper, "Kylie mostrou para uma audiência profundamente empolgada da O2 que ela não ficou tão monótona e implacável conosco, ainda", também chamando o concerto de "quase impecável".
Escrevendo para o The Times, David Sinclair disse que "serena e exaltada, Kylie navegou pela primeira das sete noites na Arena O2", e que o show "certamente dá uma surra" como produção, com o elenco de acrobatas/dançarinos, músicos e os técnicos nos bastidores nunca dando um passo em falso. Ludovic Hunter-Tilney do Financial Times disse que a estreia da cantora em Londres "aliviou as fraquezas de X com uma sequência colorida de figurinos e movimentos de dança. O sorriso de Kylie brilhava com frequência. Parece que nem idade, doença nem queda em vendas podem prejudicar seu otimismo". Ele também comentou que "na melhor tradição de música pop, as partes constituintes eram espetaculares e ilógicas", e ainda dizendo que "nem todas as seções funcionaram". David Pollock do The Independent comentou que o show "supera qualquer um dos shows anteriores de Minogue", sendo "muito divertido, alternando entre o pop futurista sensual e sofisticado e a estética brega dos programas de talento de sábado à noite, que capturam uma variedade de mães, pais e avós". No entanto, ele também classificou os segmentos Beach Party e Starry Nights como "menos satisfatórios" e "menos cativantes".

## Recepção comercial
A turnê foi um sucesso comercial. Os 120.000 ingressos para os oito shows originais no Reino Unido se esgotaram em apenas trinta minutos, tendo que serem adicionadas mais datas devido à alta demanda em países como Inglaterra, Escócia e Irlanda do Norte. Os shows em Londres na O2 Arena foram um sucesso, vendendo 116.375 ingressos para sete shows esgotados, arrecadando mais de 9 milhões de dólares, figurando na lista da Billboard de "Top 25 Boxscores" ao final de 2008. A parte britânica lucrou mais de 26 milhões de dólares, com Minogue apresentando-se para pouco menos de 300.000 espectadores. No ano seguinte à turnê, o website oficial de Minogue anunciou que a turnê havia arrecadado US$70 milhões em vendas de ingressos para 74 shows em 2008. A KylieX2008 também foi um sucesso na Austrália, onde seus shows originais em Sydney e Melbourne se esgotaram em apenas dois minutos, levando Minogue a adicionar mais shows nas cidades. Na Nova Zelândia, os ingressos para o primeiro concerto em Auckland foram esgotados em 19 minutos.

## Gravações e transmissões

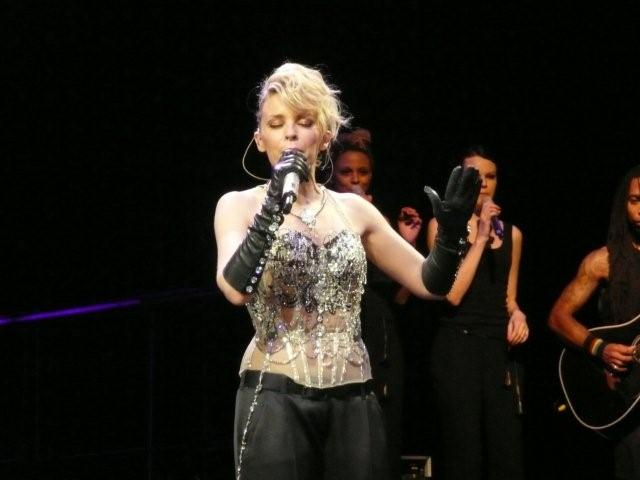
Minogue cantando durante o bis do concerto

O concerto foi filmado em dois dias no início de agosto de 2008 na The O2 Arena, em Londres, Reino Unido, para transmissão na televisão e lançamento comercial posterior. O show teve filmagens feitas pela Blink TV, produtora especializada em produzir shows para televisão e DVD. Foi escolhido o formato de filme Super 16 para gravar a produção, devido à natureza do concerto, além de terem decidido diferenciá-lo de outros exibidos na televisão. O produtor da Blink TV, Tom Colbourne, disse que "Kylie e o diretor criativo Will Baker queriam garantir que esse espetáculo visual fosse filmado com simpatia, o que nos levou a nos afastar da fórmula usual da TV de música ao vivo em HD". "A ampla latitude de exposição do filme significava que, em vez de o fundo de LED 'queimar' - como costuma ser o caso do HD", disse Colbourne, "era possível expor Kylie lindamente e manter a definição do cenário que a enquadrava". O processo de pós-produção foi realizado na Technicolor, onde as suítes de telecine eram ocupadas dia e noite, e a edição foi realizada na Preditors, onde quatro suítes de edição tiveram que ser ocupadas simultaneamente para garantir que o corte final fosse concluído a tempo.
O show foi primeiramente exibido no canal britânico 4Music na noite de seu primeiro dia de funcionamento, em 15 de agosto de 2008. Mais tarde foi exibido no Channel 4 em 24 de agosto. Em outubro de 2008, foi revelado que a FremantleMedia Enterprises (FME) havia comprado os direitos da gravação e que lançaria um DVD do concerto, intitulado KylieX2008. Pete Kalhan, vice-presidente sênior de entretenimento doméstico da FME, disse: "KylieX2008 foi um espetacular show ao vivo, que pode ser apreciado repetidamente, não apenas pelos fãs de Kylie, mas por qualquer pessoa que aprecie música ao vivo e desempenho criativo". O DVD foi lançado em 1 de dezembro de 2008 no Reino Unido e Austrália, e além do concerto em seu inteiro teor, trouxe uma galeria de fotos, projeções de telão, além de um documentário de 17 minutos, intitulado 12 Hours, que mostra um dia na vida de Minogue durante um dia de show. O lançamento foi um sucesso, alcançando o oitavo lugar da parada de vídeos do Reino Unido, e segundo lugar da Austrália.

## Repertório
Este é o repertório do álbum de vídeo do concerto, gravado em Londres, Reino Unido.
1. "Speakerphone"
2. "Can't Get You Out of My Head" (contém elementos de "Blue Monday" e excertos de "Boombox")
3. "Ruffle My Feathers"
4. "In Your Eyes"
5. "Heart Beat Rock" (contém elementos de "Mickey")
6. "Wow"
7. "Shocked" (DNA Mix)
8. "Loveboat" (contém elementos do tema musical de The Love Boat)
9. "Copacabana"
10. "Spinning Around" (contém elementos de "Got to be Real")
11. "Like a Drug"
12. "Slow" (contém excertos de "Free")
13. "2 Hearts"
14. "Sometime Samurai" (interlúdio de vídeo) (contém excertos de "German Bold Italic")
15. "Come Into My World" (Fischerspooner Mix) (contém elementos de "Finer Feelings" e "Dreams")
16. "Nu-di-ty"
17. "Sensitized"
18. "Flower"
19. "I Believe in You"
20. "On a Night Like This"
21. "Your Disco Needs You"
22. "Kids"
23. "Step Back in Time"
24. "In My Arms"

Bis
1. "No More Rain"
2. "The One" (Freemasons Vocal Club Edit)
3. "Love at First Sight" (Ruff and Jam U.S. Remix)
4. "I Should Be So Lucky"

## Datas
| Data                     | Cidade           | País                   | Local                            | Público                 | Receita          |
| Etapa 1 — Europa         | Etapa 1 — Europa | Etapa 1 — Europa       | Etapa 1 — Europa                 | Etapa 1 — Europa        | Etapa 1 — Europa |
| ------------------------ | ---------------- | ---------------------- | -------------------------------- | ----------------------- | ---------------- |
| 6 de maio de 2008        | Paris            | França                 | Palais Omnisports de Paris-Bercy | 17.008 / 17.008         | $1.001.035       |
| 7 de maio de 2008        | Antuérpia        | Bélgica                | Sportpaleis                      | 15.613 / 15.719         | $996.383         |
| 9 de maio de 2008        | Stuttgart        | Alemanha               | Hanns-Martin-Schleyer-Halle      | —                       | —                |
| 10 de maio de 2008       | Frankfurt        | Alemanha               | Festhalle Frankfurt              | —                       | —                |
| 12 de maio de 2008       | Praga            | República Tcheca       | O2 Arena                         | 17.853 / 17.853         | $877.906         |
| 14 de maio de 2008       | Viena            | Áustria                | Wiener Stadthalle                | —                       | —                |
| 15 de maio de 2008       | Budapeste        | Hungria                | Budapest Sports Arena            | —                       | —                |
| 17 de maio de 2008       | Bucareste        | Romênia                | Stadionul Cotroceni              | —                       | —                |
| 18 de maio de 2008       | Sófia            | Bulgária               | Lokomotiv Stadium                | —                       | —                |
| 20 de maio de 2008       | Istambul         | Turquia                | Turkcell Kuruçeşme Arena         | —                       | —                |
| 22 de maio de 2008       | Atenas           | Grécia                 | Terra Vibe Park                  | —                       | —                |
| 25 de maio de 2008       | Zurique          | Suíça                  | Hallenstadion                    | —                       | —                |
| 27 de maio de 2008       | Colônia          | Alemanha               | Kölnarena                        | —                       | —                |
| 29 de maio de 2008       | Munique          | Alemanha               | Olympiahalle                     | —                       | —                |
| 30 de maio de 2008       | Genebra          | Suíça                  | SEG Geneva Arena                 | —                       | —                |
| 1 de junho de 2008       | Lyon             | França                 | Halle Tony Garnier               | —                       | —                |
| 3 de junho de 2008       | Madrid           | Espanha                | Palacio de Deportes              | —                       | —                |
| 5 de junho de 2008       | Esch-sur-Alzette | Luxemburgo             | Rockhal                          | —                       | —                |
| 7 de junho de 2008       | Hamburgo         | Alemanha               | Color Line Arena                 | —                       | —                |
| 8 de junho de 2008       | Copenhague       | Dinamarca              | Forum Copenhagen                 | —                       | —                |
| 10 de junho de 2008      | Oslo             | Noruega                | Oslo Spektrum                    | —                       | —                |
| 11 de junho de 2008      | Estocolmo        | Suécia                 | Stockholm Globe Arena            | —                       | —                |
| 13 de junho de 2008      | Helsinque        | Finlândia              | Hartwall Areena                  | —                       | —                |
| 16 de junho de 2008      | Moscou           | Rússia                 | Olimpiisky Indoor Arena          | 15.900 / 15.900         | $904.472         |
| 18 de junho de 2008      | São Petersburgo  | Rússia                 | Ledovy Dvorets                   | —                       | —                |
| 20 de junho de 2008      | Riga             | Letônia                | Arena Riga                       | —                       | —                |
| 22 de junho de 2008      | Berlim           | Alemanha               | Velodrom                         | —                       | —                |
| 23 de junho de 2008      | Roterdã          | Países Baixos          | Rotterdam Ahoy Sportpaleis       | —                       | —                |
| 26 de junho de 2008      | Belfast          | Irlanda do Norte       | Odyssey Arena                    | 37.536 / 37.536         | $3.549.422       |
| 27 de junho de 2008      | Belfast          | Irlanda do Norte       | Odyssey Arena                    | 37.536 / 37.536         | $3.549.422       |
| 29 de junho de 2008      | Belfast          | Irlanda do Norte       | Odyssey Arena                    | 37.536 / 37.536         | $3.549.422       |
| 30 de junho de 2008      | Belfast          | Irlanda do Norte       | Odyssey Arena                    | 37.536 / 37.536         | $3.549.422       |
| 5 de julho de 2008       | Glasgow          | Escócia                | SECC Concert Hall 4              | 31.080 / 31.080         | $2.980.262       |
| 6 de julho de 2008       | Glasgow          | Escócia                | SECC Concert Hall 4              | 31.080 / 31.080         | $2.980.262       |
| 8 de julho de 2008       | Glasgow          | Escócia                | SECC Concert Hall 4              | 31.080 / 31.080         | $2.980.262       |
| 9 de julho de 2008       | Glasgow          | Escócia                | SECC Concert Hall 4              | 31.080 / 31.080         | $2.980.262       |
| 11 de julho de 2008      | Manchester       | Reino Unido            | Manchester Evening News Arena    | 75.972 / 75.972         | $7.268.153       |
| 12 de julho de 2008      | Manchester       | Reino Unido            | Manchester Evening News Arena    | 75.972 / 75.972         | $7.268.153       |
| 14 de julho de 2008      | Manchester       | Reino Unido            | Manchester Evening News Arena    | 75.972 / 75.972         | $7.268.153       |
| 15 de julho de 2008      | Manchester       | Reino Unido            | Manchester Evening News Arena    | 75.972 / 75.972         | $7.268.153       |
| 17 de julho de 2008      | Manchester       | Reino Unido            | Manchester Evening News Arena    | 75.972 / 75.972         | $7.268.153       |
| 18 de julho de 2008      | Manchester       | Reino Unido            | Manchester Evening News Arena    | 75.972 / 75.972         | $7.268.153       |
| 20 de julho de 2008      | Newcastle        | Reino Unido            | Metro Radio Arena                | 35.812 / 35.812         | $3.116.320       |
| 21 de julho de 2008      | Newcastle        | Reino Unido            | Metro Radio Arena                | 35.812 / 35.812         | $3.116.320       |
| 23 de julho de 2008      | Newcastle        | Reino Unido            | Metro Radio Arena                | 35.812 / 35.812         | $3.116.320       |
| 24 de julho de 2008      | Newcastle        | Reino Unido            | Metro Radio Arena                | 35.812 / 35.812         | $3.116.320       |
| 26 de julho de 2008      | Londres          | Reino Unido            | The O2 Arena                     | 116.375 / 116.375       | $9.881.561       |
| 27 de julho de 2008      | Londres          | Reino Unido            | The O2 Arena                     | 116.375 / 116.375       | $9.881.561       |
| 29 de julho de 2008      | Londres          | Reino Unido            | The O2 Arena                     | 116.375 / 116.375       | $9.881.561       |
| 30 de julho de 2008      | Londres          | Reino Unido            | The O2 Arena                     | 116.375 / 116.375       | $9.881.561       |
| 1 de agosto de 2008      | Londres          | Reino Unido            | The O2 Arena                     | 116.375 / 116.375       | $9.881.561       |
| 2 de agosto de 2008      | Londres          | Reino Unido            | The O2 Arena                     | 116.375 / 116.375       | $9.881.561       |
| 4 de agosto de 2008      | Londres          | Reino Unido            | The O2 Arena                     | 116.375 / 116.375       | $9.881.561       |
| Etapa 2 — América do Sul |                  |                        |                                  |                         |                  |
| 1 de novembro de 2008    | Bogotá           | Colombia               | Parque Jaime Duque               | 6.023 / 7.870           | $416,544         |
| 4 de novembro de 2008    | Caracas          | Venezuela              | Poliedro de Caracas              | 2.113 / 3.500           | $407.456         |
| 6 de novembro de 2008    | Lima             | Peru                   | Explanada Del Monumental         | —                       | —                |
| 8 de novembro de 2008    | São Paulo        | Brasil                 | Credicard Hall                   | 5.082 / 6.938           | $258,062         |
| 13 de novembro de 2008   | Santiago         | Chile                  | Estadio Nacional de Chile        | —                       | —                |
| 15 de novembro de 2008   | Buenos Aires     | Argentina              | Estádio G.E.B.A.                 | —                       | —                |
| Etapa 3 — Ásia           |                  |                        |                                  |                         |                  |
| 21 de novembro de 2008   | Dubai            | Emirados Árabes Unidos | Dubai Festival City Concert Area | —                       | —                |
| 23 de novembro de 2008   | Banguecoque      | Tailândia              | Impact Arena                     | 11.250 / 12.900         | $1.504.472       |
| 25 de novembro de 2008   | Singapura        | Singapura              | Estádio Indoor de Singapura      | 7.259 / 10.599          | $1.043.518       |
| 27 de novembro de 2008   | Hong Kong        | Hong Kong              | AsiaWorld–Arena                  | 8.798 / 10.598          | $1.070.819       |
| 29 de novembro de 2008   | Xangai           | China                  | Estádio Hongkou                  | —                       | —                |
| 1 de dezembro de 2008    | Beijing          | China                  | Ginásio dos Trabalhadores        | —                       | —                |
| 4 de dezembro de 2008    | Taipei           | Taiwan                 | Zhongshan Soccer Stadium         | —                       | —                |
| Etapa 4 — Oceania        |                  |                        |                                  |                         |                  |
| 8 de dezembro de 2008    | Auckland         | Nova Zelândia          | Vector Arena                     | 19.800 / 19.800         | $1.187.399       |
| 9 de dezembro de 2008    | Auckland         | Nova Zelândia          | Vector Arena                     | 19.800 / 19.800         | $1.187.399       |
| 14 de dezembro de 2008   | Sydney           | Austrália              | Acer Arena                       | 51.462 / 51.462         | $4.194.452       |
| 16 de dezembro de 2008   | Sydney           | Austrália              | Acer Arena                       | 51.462 / 51.462         | $4.194.452       |
| 17 de dezembro de 2008   | Sydney           | Austrália              | Acer Arena                       | 51.462 / 51.462         | $4.194.452       |
| 19 de dezembro de 2008   | Melbourne        | Austrália              | Rod Laver Arena                  | 36.000 / 36.000         | $2.639.839       |
| 20 de dezembro de 2008   | Melbourne        | Austrália              | Rod Laver Arena                  | 36.000 / 36.000         | $2.639.839       |
| 22 de dezembro de 2008   | Melbourne        | Austrália              | Rod Laver Arena                  | 36.000 / 36.000         | $2.639.839       |
| Total                    | Total            | Total                  | Total                            | 499.960 / 510.022 (98%) | $41.893.603      |

## Créditos
Créditos adaptados do álbum de vídeo do concerto.
- Diretor criativo: William Baker
- Produtor musical: Steve Anderson
- Diretor musical: Sarah DeCourcy
- Gerente de turnê: Sean Fitzpatrick
- Gerente de produção: Kevin Hopgood
- Áudio: Chris Pyne e Rod Matheson
- Produção de projeções: Blink TV
- Operador de iluminação: Nick Whitehouse e Bryan Leitch
- Diretor de iluminação: Nick Whitehouse
- Diretor de videos: Raury Macphie
- Coreógrafo: Michael Rooney
- Roupas: Jean Paul Gaultier, Emma Roach, Steve Stewart e Gareth Pugh
- Assistente pessoal: LeAnne Buckham
- Controle financeiro: Michele Tankel
- Coordenação de produção: Juliette Baldrey
- Segurança: James Gentles
- DJ: Jason Buckham

Banda
- Teclados: Sarah DeCourcy
- Bateria: Matt Racher
- Baixo: Jenni Tarma
- Guitarra: Adrian Eccleston
- Trompete: Barnaby Dickinson, Graeme Blevins e Graeme Flowers
- Vocais de apoio: Dawn Joseph e Roxanne Wilde
- Capitão de dança: Anoulka Yanminchev
- Dançarinos: Jason Beitel, Hakim Ghorab, Jessica DiDirolamo, Jamie Karitzis, Welly Locoh-Donou, Jerry Reeve, Tatiana Seguin, Marco Da Silva e Nikki Trow
- Acrobatas: Terry Kvasnik, Nicolas Bosc, Vincent DePlanche e Johan Guy